# Josephine McKim
Josephine McKim (Estados Unidos, 4 de enero de 1910-10 de diciembre de 1992) fue una nadadora estadounidense especializada en pruebas de estilo libre, donde consiguió ser campeona olímpica en 1932 en los 4 x 100 metros.

## Carrera deportiva
En las Olimpiadas de Los Ángeles 1932 ganó la medalla de oro en los relevos de 4 x 100 metros estilo libre; cuatro años antes, en los Juegos Olímpicos de Ámsterdam 1928 ganó la medalla de bronce en los 400 metros estilo libre, tras su compatriota Martha Norelius y la neerlandesa Marie Braun.